# Microdynerus laticlypeus
Microdynerus laticlypeus är en stekelart som beskrevs av Giordani Soika 1971. Microdynerus laticlypeus ingår i släktet Microdynerus och familjen Eumenidae. Inga underarter finns listade i Catalogue of Life.